# Aleksei Denissenko
Aleksei Denissenko   () és un taekwondista rus, ja retirat, guanyador de dues medalles olímpiques.
El 2012 va prendre part en els Jocs Olímpics d'Estiu de Londres, on guanyà la medalla de bronze en la prova del pes mosca del programa de taekwondo. Quatre anys més tard, als Jocs de Rio de Janeiro, guanyà la medalla de plata en la prova del pes lleuger.
En el seu palmarès també destaquen dues medalles en el Campionat del Món. de plata el 2015 i de bronze el 2019, així com dues medalles en el Campionat d'Europa, de plata el 2014 i de bronze el 2019 i tres campionats russos, el 2011, 2012 i 2013.